# Der Vorleser

Taschenbuchausgabe von 1997 mit dem Gemälde Nollendorfplatz von Ernst Ludwig Kirchner

Der Vorleser ist ein Roman des deutschen Schriftstellers Bernhard Schlink aus dem Jahr 1995.
Im Vordergrund des dreiteiligen Romans steht anfangs die ungleiche erotische Beziehung des Ich-Erzählers Michael Berg zu der 21 Jahre älteren Hanna Schmitz. Im weiteren Verlauf konzentriert sich die Darstellung des Erzählers, der offensichtlich in seinem Rückblick die Sichtweise des Juristen und Autors Schlink teilt, zunehmend auf ethische Fragen und den Umgang mit den Tätern des Holocaust in der Bundesrepublik der 1960er Jahre.
Das Buch wurde in über 50 Sprachen (Stand 2020) übersetzt. In den USA erschien es 1997 unter dem Titel The Reader und wurde zu einem Bestseller.

## Handlung
Die Handlung des Romans Der Vorleser ist in drei Teile gegliedert und schildert in überwiegend chronologischen Rückblenden aus der Erzählgegenwart der 1990er Jahre die Erlebnisse des Ich-Erzählers Michael Berg.

### Erster Teil
Der erste Teil beginnt mit der Erkrankung des fünfzehnjährigen Schülers Michael Berg an Gelbsucht. Als er sich in einem Hauseingang übergeben muss, kommt ihm eine Frau zu Hilfe, die später als die 36 Jahre alte Straßenbahnschaffnerin Hanna Schmitz vorgestellt wird.
Nach seiner Genesung sucht Michael Hanna zu Hause auf, um sich bei ihr zu bedanken. Als sie sich vor ihm umzieht und seine sexuelle Erregung bemerkt, läuft er davon. Bei einem weiteren Besuch kommt es nach einem Bad zum Liebesakt und damit zum Beginn der ungleichen Beziehung, mit der sich der erste Teil des Romans befasst.
Michael beschließt, wieder zur Schule zu gehen. Um Zeit mit Hanna zu verbringen, schwänzt er einzelne Stunden. Als sie davon erfährt, stellt sie als Bedingung für weitere Treffen, dass er sich für die Schule engagiert. Das Baden und der anschließende Liebesakt werden ebenso zum Ritual wie Michaels Vorlesen, zunächst aus den im Unterricht behandelten und später auch aus eigens dafür ausgesuchten Büchern. Es kommt zu Konflikten zwischen den beiden, die für Michael oft unerklärlich sind, für die er aber die Schuld auf sich nimmt, um der strafenden Zurückweisung Hannas zu entgehen.
Mit dem Beginn des neuen Schuljahrs lernt Michael die gleichaltrige Sophie kennen, die er mit Hanna vergleicht. Er verbringt mehr Zeit mit seinen Mitschülern, so dass sein Leben nicht mehr ausschließlich um Hanna kreist. Je intensiver die Beziehung zu Sophie und seinen Klassenkameraden wird, desto mehr hat Michael das Gefühl, Hanna zu verraten. Als diese überraschend im Schwimmbad erscheint und ihn mit einer Gruppe Gleichaltriger beobachtet, reagiert Michael abwartend, und Hanna verschwindet. Als er sie am nächsten Tag in ihrer Wohnung und auf ihrer Arbeitsstelle sucht, erfährt er, dass Hanna nach Hamburg gegangen ist, kurz nachdem sie ein Angebot zur Beförderung erhalten hat.
Aus dem im zweiten Teil genannten Geburtsdatum von Hanna Schmitz (21. Oktober 1922) lässt sich schließen, dass der erste Teil in den Jahren 1958/59 spielt und dass Michael Berg im Juli 1943 geboren wurde.

### Zweiter Teil
Sieben Jahre später: Michael studiert Jura an einer Universität und besucht mit Kommilitonen einen Kriegsverbrecherprozess gegen Wärterinnen eines Außenlagers von Auschwitz. Ihnen wird vorgeworfen, bei einem Todesmarsch gegen Ende des Zweiten Weltkriegs Gefangene in eine Kirche gesperrt und sie nach einem Bombenangriff dort verbrennen lassen zu haben. Zu Michaels Überraschung ist unter den Angeklagten auch Hanna Schmitz. Er verfolgt den Prozess nun mit erhöhter Aufmerksamkeit und versäumt keinen Verhandlungstag. Hanna wird neben dem Flammentod der Frauen in der Kirche auch angelastet, an Selektionen von Zwangsarbeiterinnen des Außenlagers beteiligt gewesen zu sein; die jeweils Schwächsten seien jeden Monat in die Gaskammern von Auschwitz und damit in den Tod geschickt worden.
Im Prozess sagt auch eine Jüdin aus, die zusammen mit ihrer Mutter als einzige den Kirchenbrand überlebt hat. Sie erinnert sich, dass Hanna KZ-Häftlinge begünstigt habe, die ihr vorgelesen hätten. Mit Sorge beobachtet Michael, wie sowohl Hanna selbst als auch ihr Verteidiger sie zunehmend als Hauptschuldige erscheinen lassen. Sie ist auch die einzige, die die Taten nicht abstreitet. Die Mitangeklagten hingegen beschuldigen Hanna als Rädelsführerin, die einen gefälschten Bericht über den Kirchenbrand verfasst habe, der andere belaste. Als der Richter einen Schriftvergleich anordnen will, gibt Hanna vor, den Bericht geschrieben zu haben.
Erst jetzt kommt Michael, angesichts seiner früheren Erlebnisse mit Hanna, zu dem Schluss, dass sie weder lesen noch schreiben kann. Dies bringt ihn in einen inneren Konflikt: Er weiß, dass Hanna das Gestandene nicht getan haben kann, ist sich aber nicht sicher, ob und wie er in den Prozess eingreifen soll. Schließlich fragt er seinen Vater, einen Philosophieprofessor, um Rat. Dieser warnt Michael davor, die Würde der Angeklagten zu verletzen, sollte er hinter ihrem Rücken den Richter über ihren Analphabetismus informieren, und rät ihm, lieber mit ihr selbst zu sprechen.
Michael scheut sich aber vor einer Begegnung mit Hanna. Stattdessen besichtigt er das KZ Natzweiler-Struthof. Beim Trampen wird er von einem vermutlich ehemaligen Wehrmachtsoffizier mitgenommen, der meint, die Täter des Holocaust hätten nur ihre Arbeit getan und seien ohne böse Absicht schlicht gleichgültig gegenüber dem Schicksal ihrer Opfer gewesen. Als Michael ihn fragt, ob er selbst an solchen Morden beteiligt gewesen sei, verweist dieser ihn des Wagens.
Schließlich entscheidet sich Michael gegen ein Eingreifen, und am Ende des Prozesses wird Hanna als Hauptschuldige zu einer lebenslangen Freiheitsstrafe verurteilt, ihre Mitangeklagten dagegen erhalten kürzere Haftstrafen. Trotz der Distanz zwischen Michael und Hanna ist offenbar geworden, dass seine Jugenderlebnisse mit ihr noch stark nachwirken. Als besonders belastend empfindet er erotische Fantasien, in denen an die Stelle der Geliebten aus seiner Erinnerung die KZ-Wärterin tritt.

### Dritter Teil
Nach dem Studium beginnt Michael Berg sein Referendariat und heiratet seine Kommilitonin Gertrud, mit der er eine Tochter hat. Später wird er Rechtshistoriker, da er sich mit Blick auf den KZ-Prozess weder vorstellen kann, die Rolle eines Verteidigers noch die eines Staatsanwalts oder Richters einzunehmen. Seine Ehe scheitert und auch weitere Beziehungen zu Frauen erweisen sich als unerfüllt, da Michael sie zu sehr mit Hanna vergleicht. Nachdem diese sieben Jahre in Haft verbracht hat, sucht er den Kontakt zu ihr. Er nimmt das Ritual des Vorlesens wieder auf und schickt ihr von ihm selbst besprochene Kassetten ins Gefängnis. Mit deren Hilfe bringt sich Hanna im Gefängnis Lesen und Schreiben bei. Sie schickt ihm Briefe, die er jedoch unbeantwortet lässt.
Als Hannas Entlassung nach 18 Jahren näher rückt, schreibt die Gefängnisleiterin Michael einen Brief, in dem sie ihn bittet, bei Hannas gesellschaftlicher Eingliederung zu helfen. Trotz seiner Skrupel trifft er die nötigen Vorbereitungen und besucht sie eine Woche vor dem Entlassungstermin im Gefängnis. Dort hat er das Gefühl, einer „alten Frau“ zu begegnen. Hanna spürt seine Distanz, aber beide erzählen einander von ihren so unterschiedlichen Leben. Am Vorabend der Entlassung telefonieren sie ein letztes Mal, und Michael ist überrascht, wie jung sich Hanna anhört, als sie sich wegen seiner Planerei über ihn lustig macht. Als er sie im Gefängnis abholen will, ist Hanna tot; sie hat sich in ihrer Zelle erhängt. Die Gefängnisleiterin führt Michael in ihre Zelle, wo er von Holocaustüberlebenden geschriebene Bücher und weitere KZ-Literatur sowie ein Zeitungsfoto von sich als Abiturient sieht. Michael erfährt, dass Hanna lange Zeit auf ihre Erscheinung geachtet habe und unter Mitgefangenen eine Autoritätsperson gewesen sei. In den letzten Jahren habe sie sich jedoch zunehmend zurückgezogen und vernachlässigt. Die Leiterin erzählt Michael, wie wichtig seine Kassetten für sie gewesen seien, fragt aber, warum er ihr denn nie geschrieben habe. Sie liest ihm schließlich Hannas Testament vor und übergibt ihm ihr Erspartes.
Hannas letztem Willen folgend, will Michael der Überlebenden des Kirchenbrands das Geld übergeben. Diese verweigert bei einem persönlichen Gespräch in New York die Annahme. Stattdessen erlaubt sie Michael, es in Hannas Namen zur Bekämpfung des Analphabetismus einer jüdischen Organisation zu stiften.

## Figuren

### Hauptfiguren
Die Handlung des Buches ist deutlich auf die Beziehung zwischen den beiden Protagonisten Michael Berg und Hanna Schmitz zugeschnitten. Sowohl die Haltung beider Personen zueinander als auch ihre Charaktere werden dabei als ambivalent und unentschieden gekennzeichnet. Alle Aussagen über Hanna und die restlichen Charaktere beruhen entweder auf Erlebnissen, Empfindungen und Reflexionen des Erzählers, oder fremden Quellen (z. B. die Erzählungen der Gefängnisdirektorin im dritten Teil) werden von dem Erzähler referiert und dabei zugleich gefiltert. Die Subjektivität der Darstellung erschwert die Antwort auf Fragen wie die, was für ein Mensch Hanna Schmitz „wirklich“, d. h. unabhängig von den Wahrnehmungen, Phantasien und Reflexionen Michaels, ist.

#### Michael Berg
Der 15-jährige Michael Berg wird als dahinträumender, durchschnittlicher Jugendlicher beschrieben, der keine besonderen Ziele verfolgt. Der Widerspruch zwischen anerzogenen moralischen Werten und erwachendem sexuellem Verlangen beherrscht ihn zunächst, so dass er zum Beispiel versucht, seine Sexualität zu rationalisieren. Gegenüber seinen Altersgenossen versucht Michael, Souveränität und Überlegenheit auszustrahlen, die jedoch nur seine Gefühlsunsicherheit kaschieren sollen. Die Beziehung zu Hanna Schmitz bedeutet für ihn einen deutlichen Einschnitt und trennt ihn emotional von seinen bisherigen Lebenswelten. In dieser Beziehung neigt er zu Unterordnung und Anpassung. Er wird von Hanna auf Distanz gehalten, und sie verweigert ihm eine weitere, von ihm gewünschte Vertiefung. Dadurch verstärkt sich seine Hörigkeit und Unsicherheit gegenüber Hannas Dominanz. Die Schwierigkeit der Beziehung zu Hanna führt gegen Ende zu einer schleichenden Abwendung von ihr; das bald darauf folgende Verschwinden Hannas verursacht in ihm große Schuldgefühle, weil er zu diesem Zeitpunkt glaubt, er habe sie verraten. Warum Michael es für falsch hält, als Jugendlicher mit niemandem über Hanna gesprochen zu haben, wird nicht recht klar. Fragen der Sexualmoral werden in dem Roman ebenso wenig explizit angesprochen wie Fragen des Sexualstrafrechts oder des Rechts auf sexuelle Selbstbestimmung Minderjähriger. Diesen Bereich der moralischen und juristischen Reflexion blendet der erwachsene Erzähler aus, obwohl er im zweiten und dritten Teil des Buches ausgiebig moralische und juristische Reflexionen liefert. Der Leser wird vom Erzähler nicht explizit auf den Verdacht gebracht, Michael sei ein Opfer sexuellen Missbrauchs im Sinne des § 182, Absatz 3 Strafgesetzbuch (StGB) („Sexueller Mißbrauch von Jugendlichen“).
Das Gefühl der eigenen Schuld und die nicht bewältigte Abhängigkeit von Hanna setzen sich fort und führen bei Michael in der Folgezeit zu einer Bindungsunfähigkeit und einer Abweisung anderer Menschen.
Michael begegnet Hanna erneut, als er als Student in einem Kriegsverbrecherprozess Hanna als Angeklagte – nämlich als ehemalige KZ-Aufseherin – wiedererkennt. Die erneute Begegnung mit Hanna geschieht für den Studenten Michael Berg enorm plötzlich und überwindet die von Michael über die Zwischenzeit aufgebauten Verdrängungsmechanismen und Abwehrtaktiken. Das verweist ihn auf seine innere Leere und Ohnmacht zurück. In ihm entstehen neue Schuldgefühle, indem er erkennt, dass er eine Verbrecherin geliebt hat, und es verstärkt sich das Gefühl in ihm, von Hanna entfremdet zu sein. Außerdem ist es ihm unmöglich, mit ihr im Gerichtssaal zu kommunizieren. Michael weiß um entlastende Hinweise über Hannas Schuld. Dieses moralische Dilemma lähmt ihn, sein Versuch, diese Hinweise dem Richter vorzutragen, scheitert.
Die folgenden Jahre des erwachsenen Michael werden weiter bestimmt durch die Distanz zu seinen Mitmenschen und die Vermeidung möglicher Verletzungen durch Gefühllosigkeit und Abstand. Auch wenn diese Phänomene mit der Zeit abnehmen, scheitert Michaels fünfjährige Ehe mit der ehemaligen Studienkollegin Gertrud. Immer wieder stellt Michael fest, dass die Frauen, mit denen er als Erwachsener intime Beziehungen hatte, „falsche“ Sinneseindrücke bei ihm hervorgerufen haben, insbesondere hätten sie „falsch gerochen“ und sich „falsch angefühlt“; die Eindrücke, die die 36-jährige Hanna bei ihm hinterließ, galten für ihn als Standard und Norm.
Als Michael den „Kassettenkontakt“ mit Hanna im Gefängnis aufnimmt, beginnt ein langsamer, selbsttherapeutischer Prozess für ihn. Er hält jedoch weiterhin Distanz zu Hanna, ihrer bevorstehenden Entlassung sieht er widerwillig entgegen. Zwar fühlt er sich für Hanna verantwortlich, der er in seinem weiteren Leben eine „Nische“ zuweisen will, doch kann er sich eine gemeinsame Zukunft nicht vorstellen, da er auch die Sinneseindrücke, die von der inzwischen 61-jährigen, „zu alten“ Frau ausgehen (Aussehen, Geruch, Gefühl beim Anfassen), als „falsch“ bewertet.
Der ältere (autobiographisch erzählende) Michael Berg zeigt schließlich ein hohes Maß an Schuldbewusstsein und Reflexion. Das Schreiben bezeichnet er an verschiedenen Stellen als Konfliktbewältigung. Michael hat zu einer gewissen moralischen Läuterung gefunden, die in der unbeschönigten Beschreibung seiner Lebensgeschichte ihren Höhepunkt findet. Bedeutend für diese Entwicklung scheint der Besuch bei der in New York lebenden Jüdin zu sein, mit der er offen über die Beziehung zu Hanna spricht. Er widerspricht ihr nicht, als diese seine Beziehung zu Hanna auf den Punkt bringt, indem sie sagt: „Was ist diese Frau brutal gewesen. Haben Sie’s verkraftet, daß sie Sie mit fünfzehn…“. Die Frau errät Michaels private Biographie anschließend richtig: „Und die Ehe war kurz und unglücklich, und Sie haben nicht wieder geheiratet, und das Kind, wenn’s eines gibt, ist im Internat.“

#### Hanna Schmitz
Der Leser erhält nur aus der Sicht Michaels Informationen über Hanna, was ihre Charakterisierung stark erschwert. Bereits im ersten Teil gibt der spätere Erzähler zu: „[…] über ihre [Hannas] Liebe zu mir weiß ich nichts.“ Michael macht sich weder als Fünfzehnjähriger noch als Erzähler Gedanken darüber, warum Hanna ihn ausgewählt hat. Auch interessiert es ihn offenbar nicht, ob Hanna zu den Vorleserinnen im KZ eine lesbische Beziehung hatte. Erst beim Anblick seines Abiturfotos kommt Michael die Idee, dass er nach ihrem Weggang aus seiner Heimatstadt in Hannas Gedanken eine Rolle gespielt haben könnte, genauso wie sie in seinen Gedanken.
Michael interpretiert Hannas Biographie als fortwährenden Versuch, ihren Analphabetismus zu verheimlichen. Mit einer einhergehenden unterschwelligen Bewunderung deutet er den Gerichtsprozess als „Kampf“ Hannas um „ihre Gerechtigkeit“. Hanna hat Angst vor der Aufdeckung ihrer Schwäche, des Analphabetismus. Ihre Reaktionen schwanken hier zwischen Anpassung, Flucht und Aggression. Auch lässt sich eine gesteigerte Brutalität in ihrem Verhalten nachweisen. Als der Anstaltsleitung ihr Analphabetismus offenbar wird, beginnt auch Hannas Ordnungsliebe nachzulassen.
Dem Leser erscheint Hanna Schmitz als ein widersprüchlicher Charakter. Zu den Werten ihrer Sozialisation gehören ein gesteigertes Pflichtgefühl und eine starke Arbeitsmoral, hierarchische Unterordnung und ein Sinn für Ordnung. Allerdings fällt auf, dass ihr in den letzten Gefängnisjahren die Selbstdisziplin verloren geht: Hanna wird dick und fängt mangels Körperpflege an, unangenehm zu riechen, was nicht nur Michael auffällt. Allerdings hat Hanna nach Aussagen der Gefängnisdirektorin diesen Wandel positiv bewertet, da für sie in ihren letzten Jahren „Aussehen, Kleidung und Geruch keine Bedeutung mehr“ gehabt haben sollen.
Hanna besitzt zwar eine durchschnittliche Intelligenz, doch weist sie neben dem Analphabetismus auch andere soziokulturelle Defizite auf: Die Öffentlichkeit, die Kultur, die gesellschaftliche Kommunikation und der Gerichtssaal sind für sie fremde Räume, sie besitzt keine Muster, sie zu deuten. Das zeigt sich auch daran, dass sie nicht vermag, Sekundärtugenden wie das Pflichtbewusstsein (die Pflicht von Wächtern sei es, das Entweichen von Gefangenen zu verhindern) als solche zu erkennen. Nach Lektüre der einschlägigen Literatur über das Thema „Analphabetismus“ kommt der Ich-Erzähler zum Schluss, dass bei Hanna ein Fall partieller, möglicherweise selbst verschuldeter Unmündigkeit vorliege, deren Ausdruck oder Ursache ihr Analphabetismus sei. Trotzdem ist es Hanna, der Analphabetin, gelungen, sich das Foto des Abiturienten Michael zu besorgen, was durchaus für eine gewisse Lebenstüchtigkeit spricht, zumal sie bereits im ersten Teil in der Lage ist, Unterschriften zu leisten.
Eine wirkliche Änderung des Charakters Hannas scheint sich erst in der Zeit der Haft zu vollziehen. Vorher scheint ihre Charakterstruktur nahezu starr, auch wenn sie sich in unterschiedlichen Milieus unterschiedlich verhält. Während ihrer Haftzeit setzt sich Hanna mit den historischen Fakten und moralischen Problemen des Nationalsozialismus auseinander. Das zeigt eine deutliche Änderung ihrer Denkweise an. Die Tatsache, dass sie während ihrer Haftzeit einen Sitzstreik zur Verbesserung der Lage der Gefängnisbibliothek ausführt, zeigt, dass sie zumindest am Schluss ihres Lebens nicht mehr „unmündig“ ist.
Die Gründe für die Selbsttötung sind vielfältig und stellen eine der Kernfragen der Interpretation dar. Grundsätzlich hat sich Hannas Schuldbewusstsein erstmals entwickelt, was ihr eine Einordnung ihrer Taten erlaubt. Zudem hat sich ihre ursprüngliche Betonung äußerer Stärke nun in Ohnmacht und Abhängigkeit von Michael gewandelt. Und nicht zuletzt stellen sich ihr Aufgaben, die überwältigend scheinen: die Integration in die Außenwelt, in der sie keinen Platz besitzt, weder hinsichtlich ihrer beruflichen Stellung noch ihrer moralischen Beurteilung noch ihrer materiellen Zukunft. Zudem hat in den letzten Jahren der Haft ein Verfallsprozess eingesetzt. Zum Zeitpunkt ihres Todes ist die 61-jährige Hanna zu einer „alten Frau“ geworden, die für Michael nicht mehr attraktiv ist, was sie zu spüren scheint.

### Nebenfiguren

#### Familie Berg
Die Familie Michaels wird nur am Rand beschrieben, liefert aber wichtige Hinweise auf die Sozialisation Michaels.
Es handelt sich um eine sechsköpfige Familie (Michael hat drei Geschwister) des gehobenen Bürgertums, die für die 1950er Jahre eine klassische Rollenverteilung aufweist. Allerdings wirkt angesichts des gutbürgerlichen Milieus die Selbstverständlichkeit irritierend, mit der Michael und seine kleine Schwester mehrere Ladendiebstähle planen.
Der Vater taucht in zwei wesentlicheren Szenen auf. Er ist von Beruf Philosophieprofessor, spezialisiert auf Kant und Hegel. Innerhalb der Familie spielt er die Rolle eines gemäßigten Patriarchen.
Er hält seine Kinder stark auf emotionaler und körperlicher Distanz und plant sie genau wie seine Studenten in den täglichen Terminen ein. Sein Verhalten wird als unbewusstes Vorbild für Michaels Entwicklung gedeutet.
Die Mutter ist eine durchaus positiv dargestellte Figur, zu der Michael aber anscheinend nicht genügend Bezug aufbauen kann. Sie vermittelt ihm das Gefühl von Nähe, jedoch kann Michael mit diesem Gefühl nicht restlos befriedigt werden. Nach der ersten Nacht mit Hanna erinnert sich Michael an eine Szene aus seiner frühen Kindheit: Vor dem wärmenden Herd hatte ihn die Mutter gewaschen und angekleidet. Diese Szene mütterlicher Verwöhnung wird zum Muster für die Badeszenen mit Hanna, die eine prägende Rolle für ihre Beziehung spielen. Gleichzeitig sind aber auch Schuldgefühle damit verbunden: „…, ich mich fragte, warum meine Mutter mich so verwöhnt hat. War ich krank?“
Die Geschwister spielen nur eine untergeordnete Rolle. Zu ihnen befindet sich Michael in einem Verhältnis gegenseitiger Rivalität und Distanz.

#### Gertrud
Michaels (Ex-)Frau Gertrud war anfangs seine Kommilitonin. Sie taucht im Buch zum ersten Mal bei einer Szene auf einer Skihütte auf. Sie wird als „gescheit, tüchtig und loyal“ beschrieben. Michael heiratet sie, als sie ein Kind von ihm erwartet. Er vergleicht seine Ehe mit Gertrud mit seiner Liebesbeziehung zu Hanna, findet aber keine Gemeinsamkeiten. Der Versuch während der Ehe mit Gertrud, sich innerlich von Hanna zu befreien, scheitert. Fünf Jahre nachdem ihre gemeinsame Tochter Julia geboren wurde, lassen sich Michael und Gertrud scheiden.

#### Julia
Als Kind von Michael und Gertrud leidet sie unter der Scheidung ihrer Eltern und lebt nach deren Trennung in einem Internat.

#### Helen, Gesina und Hilke
Helen, Gesina und Hilke sind nach Michaels Scheidung von Gertrud seine folgenden Partnerinnen. Ihnen erzählt er von seiner Beziehung zu Hanna, sagt aber, sie seien an der Geschichte nicht besonders interessiert gewesen. Sie sind im Roman außerdem Beispiel für das generelle Desinteresse an der Vergangenheit sowie auch für Michaels Bindungsstörung.

#### Freunde und Sophie
Unter Michaels Freunden und Mitschülern nimmt Sophie als Kontrastfigur zu Hanna eine hervorgehobene Stellung ein. Michael schläft mit ihr in der Studienzeit, ohne an einer Beziehung mit ihr wirklich interessiert zu sein. Sie wird als attraktiv beschrieben, als „braunhaarig, braunäugig, sommerlich gebräunt, mit goldenen Härchen auf den nackten Armen“.
Außerdem werden als Michaels Freunde Matthias sowie Rudolf Bargen („ein schwergewichtiger, ruhiger, verlässlicher Schach- und Hockeyspieler“), zu dem Michael in der alten Klasse kaum Kontakt hatte, der ihm später aber ein guter Freund ist, genannt. Des Weiteren wird Holger Schlüter erwähnt, der sich wie Michael für Geschichte und Literatur interessiert.

#### Kommilitonen
Unter den Kommilitonen der Rechtswissenschaft-Studenten entwickelt sich anfangs eine starke Gruppenidentität, was sich durch Michaels Distanz wenigstens zwischen ihm und den anderen Studenten ändert. Die anderen sehen sich als „Avantgarde der Aufklärung“, die die Generation ihrer Eltern generell verurteilt, und stehen hier stellvertretend für die summarischen und wenig differenzierten Urteile der 1968er-Generation.
Einen namentlich nicht genannt bleibenden Teilnehmer des „KZ-Seminars“ trifft Michael auf der Beerdigung seines Professors wieder. Der ehemalige Kommilitone Michaels war zunächst Rechtsanwalt, ist inzwischen aber Gastwirt einer Kneipe. Er will nach der langen Zeit von Michael wissen, warum er während des Prozesses so offensichtlich an Hanna interessiert gewesen sei. Michael weicht seiner Frage aus, indem er zur Straßenbahn rennt und den Kommilitonen stehen lässt.

#### Professor
Der Professor, der das „KZ-Seminar“ leitet, wird als einer der wenigen beschrieben, die damals über die vergangene Zeit des Nationalsozialismus und die Schauprozesse arbeiteten. Michaels Beschreibung – „ein alter Herr, aus der Emigration zurückgekehrt, aber in der deutschen Rechtswissenschaft immer ein Außenseiter geblieben“ – stellt die Einstellung des Professors zum Nationalsozialismus dar, wenn er über die Angeklagten sagt: „Sehen Sie sich die Angeklagten an – Sie werden keinen finden, der wirklich meint, er habe damals wirklich morden dürfen.“

#### Richter
Für den Richter in Hannas Prozess ist die Bewältigung der Vergangenheit ausschließlich professioneller Art. Das wird deutlich, als Hanna ihn fragt, wie er denn in der damaligen Situation gehandelt hätte: „Die Antwort des Richters wirkte hilflos, kläglich.“ Der Richter steht in der Erzählung einerseits für die offizielle moralische Grundlinie der Gesellschaft nach der Zeit des Nationalsozialismus, andererseits bleibt seine Rolle während der Zeit des Nationalsozialismus weitgehend verborgen – man erfährt lediglich, dass er reinen Gewissens scheint.

#### Angeklagte
Die anderen Angeklagten in Hannas Prozess grenzen sich aus Michaels Sicht allesamt von Hanna ab. Sie nutzen Hannas Verhalten für sich, indem sie ihr alle Verantwortung zuschieben. Sie zeigen die typischen Verhaltensmuster von realen Angeklagten in Gerichtsprozessen zu dieser Sache.

#### Anwälte
Hannas Strafverteidiger ist Pflichtverteidiger und der einzige jüngere Mann in der Gruppe der Rechtsanwälte. Die anderen Verteidiger in Hannas Prozess sind fast ausschließlich Altnazis. Ihr Strafverteidiger vermeidet deren Sprachstil und Thesen, ist aber „von einem hastigen Eifer, der seiner Mandantin ebenso schadete wie die nationalsozialistischen Tiraden seiner Kollegen deren Mandantinnen“.

#### Zeugen
Die Mutter, die den Todesmarsch (der im Gerichtsprozess verhandelt wird) überlebt hat, wird nicht in weiterem Maße beschrieben. Sie kommt nicht als Zeugin zum Prozess nach Deutschland, sondern bleibt in Israel, wo sie vom Gericht befragt wird.
Ihre Tochter wohnt dagegen in den Vereinigten Staaten. „Alles an ihr wirkte sachlich, Haltung, Gestik, Kleidung. Das Gesicht war eigentümlich alterslos“: Genauso wie sie als Mensch sind auch ihre Erinnerungen an das Konzentrationslager und den Todesmarsch, die sie in einem Buch festhielt, Michaels Verständnis nach von Nüchternheit gekennzeichnet und nicht zur Identifikation einladend. Als Michael Hannas letzten Willen ausführt, kann und möchte die Tochter Hanna keine Absolution geben. Gegenüber Michael zeigt sie sich mitfühlend, indem sie Hannas Verhalten ihm gegenüber verurteilt.

#### Autofahrer
Der Autofahrer, der Michael als Tramper auf dem Weg in das KZ Natzweiler-Struthof fährt, bezeichnet Gleichgültigkeit als einziges Mordmotiv für die Täter in den Konzentrationslagern und anderswo. Alle anderen Gründe (so auch der bekannte Befehlsnotstand) gelten ihm nichts. Sein Gespräch mit Michael ist jedoch nur von kurzer Dauer: Der Fahrer will sich nicht wirklich mit seiner eigenen Rolle während der Zeit des Nationalsozialismus auseinandersetzen. Später verweist er Michael des Wagens, als dieser ihn mit dieser Vergangenheit konfrontieren will. Michael vermutet, dass der Autofahrer an Erschießungen von Juden beteiligt war.

#### Gefängnisleiterin
Die Gefängnisleiterin ist „eine kleine, dünne Frau mit dunkelblonden Haaren und Brille. Sie wirkte unscheinbar, bis sie zu reden begann, mit Kraft und Wärme und strengem Blick und energischen Bewegungen der Hände und Arme.“ Sie hat in der Haftanstalt einen guten Ruf, und die von ihr geführte Einrichtung gilt als Mustereinrichtung. Ihr Anliegen, dass Michael sich nach Hannas Entlassung aus der Haft ein wenig um diese kümmert, hebt hervor, dass ihr Hannas Resozialisierung wichtig ist.

## Schauplätze
Obwohl der Roman den Namen der Heimatstadt des Protagonisten nicht nennt, werden topographische Details (Heiligenberg, Philosophenweg, Neuenheimer Feld usw.) erwähnt, die auch dem wenig ortskundigen Leser die Stadt Heidelberg und die Metropolregion Rhein-Neckar als Schauplatz des ersten Romanteils nahelegen. Die Beschreibungen am Anfang des Romans lassen ebenfalls eindeutig auf Heidelberg schließen. Die dort beschriebenen Straßen und Häuser existieren genauso im Stadtteil Heidelberg-Weststadt, in dem der Autor Bernhard Schlink tatsächlich aufwuchs. Auch ergibt die Beschreibung der Wegstrecke der Radtour nach Miltenberg in den Osterferien nur dann einen Sinn, wenn man annimmt, dass Heidelberg der Startort ist. Von subtiler Ironie zeugt in diesem Zusammenhang die Wahl Amorbachs als Schauplatz einer Szene, in der Hanna mit einem Ledergürtel brutal auf Michael einschlägt. Lokalkolorit ist auch für andere Werke Schlinks charakteristisch. Die Gerichtsverhandlung im zweiten Teil findet „in einer anderen Stadt, mit dem Auto eine knappe Stunde entfernt“ statt. Der Roman scheint hier auf die Frankfurter Auschwitzprozesse anzuspielen.

## Stil und Erzählhaltung

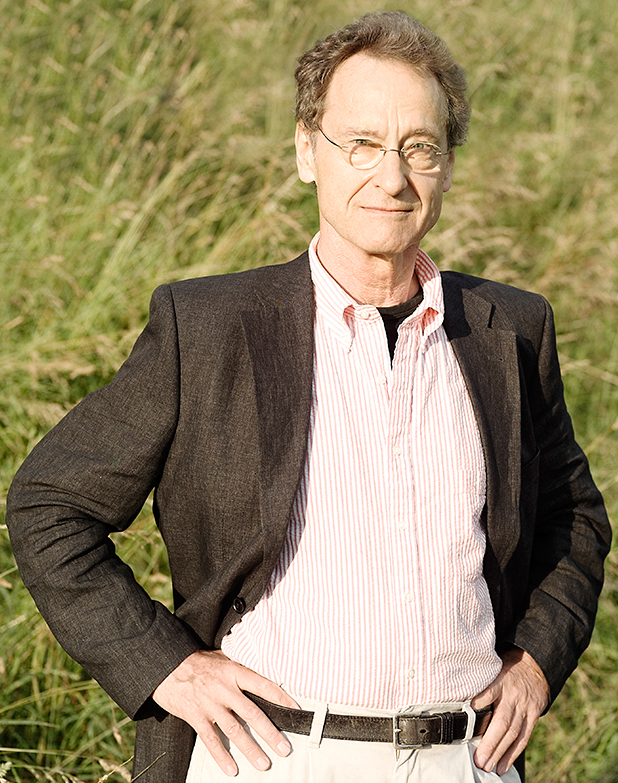
Bernhard Schlink

### Wortwahl und Satzbau
Bernhard Schlinks Stil in Der Vorleser ist in den erzählenden Passagen überwiegend schlicht und präzise. Allerdings vermeidet es der Erzähler zumeist, Jahreszahlen zu nennen (einzige Ausnahme: Hannas Geburtsdatum). Nur gelegentlich nennt er explizit Ortsnamen. Einen Vornamen erhalten zumeist Frauen, mit denen Michael intim war (auch wenn es sich nur um flüchtige Kontakte handelte). Eine Ausnahme bildet hier die Tochter Julia. Andere Frauen (z. B. die Gefängnisdirektorin und die Jüdin in New York) und Männer werden beinahe ausschließlich mit ihren sozialen Rollen bezeichnet.
Es herrschen parataktische oder syntaktisch einfache Sätze vor. Ein Stilmittel sind Kapiteleröffnungen, die in einem lapidaren Satz wichtige oder überraschende Informationen vermitteln, der Handlung eine Wende geben. In reflektierenden Passagen wird die Sprache poetisch. Vor allem das Spiel mit Gegensätzen („Ich habe nichts offenbart, was ich hätte verschweigen müssen. Ich habe verschwiegen, was ich hätte offenbaren müssen…“; Kap. 15) und Versuche, komplexe Erinnerungen in einprägsame Bilder zu fassen, sind bestimmend („… Bilder von Hanna, die mir geblieben sind. Ich habe sie gespeichert, kann sie auf eine innere Leinwand projizieren und auf ihr betrachten, unverändert, unverbraucht.“ Kap. 12).
Das Sprachniveau ist durchgehend hochsprachlich. Zugleich benutzt Schlink viele durchgehende Bilder und Motive, etwa bei der Beschreibung des Baderituals.

### Erzählhaltung
Die Beschreibung ist geprägt durch die teilweise schon reflektierte Schreibhaltung des Ich-Erzählers, die emotionale Nähe ist dennoch an den meisten Stellen spürbar. Oft wirkt das, was der inzwischen 52 Jahre alte Erzähler schreibt, auf den Leser irritierend:
- Am Schluss bekundet er selbstzufrieden, seine Geschichte sei „rund, geschlossen und gerichtet“. Trotzdem lässt er beispielsweise bei der Beschreibung des zweiten Besuchs des 15-jährigen Michael bei Hanna den Leser in dieselbe Falle laufen, in die bereits der Junge geraten ist: Hanna „würde sich normal verhalten, ich würde mich normal verhalten, und alles würde wieder normal sein“, „vernünftelt“ der 15-Jährige, und der 52-jährige Michael sieht keinen Grund, dem Leser anzudeuten, dass es anders sein könnte. Eine Distanz zur Sichtweise des „vernünftelnden“ 15-Jährigen ist allenfalls implizit in dem Wort „vernünfteln“ zu erkennen. Generell stellt sich die Frage, ob der Autor, Bernhard Schlink, gelegentlich absichtlich die Technik des unzuverlässigen Erzählens benutzt. So müsste ein aufmerksamer, durchschnittlich intelligenter Leser, der ohne Vorkenntnisse über den Roman die Lektüre begonnen hat, aufgrund der Vielzahl der Texthinweise, die der Erzähler ihm liefert, bereits am Ende des ersten Teils zu dem Schluss gekommen sein, dass Hanna Probleme mit dem Lesen haben muss. Warum Michael erst als Student zu diesem Schluss gelangt, erklärt der Erzähler nicht.
- Der zweite und der dritte Teil des Romans legen den Schluss nahe, hier spreche in den Kommentaren der Autor selbst, der den Erzähler als Sprachrohr benutze. In einigen Interpretationen wird der Roman als Schlüsselroman verstanden. Bernhard Schlink stellt allerdings ausdrücklich klar, dass die Liebesgeschichte des ersten Teils frei erfunden sei. Das würde bedeuten, dass auch die Empfindungen und Gedanken, die der Erzähler im ersten Teil beschreibt, ausschließlich in der Phantasie eines Erwachsenen existieren und Erinnerungen an Erlebnisse eines realen Jugendlichen nur fingieren.
- Der 52-Jährige erklärt seine akademische Karriere damit, dass er die Standardtätigkeiten eines Juristen mit Distanz betrachte; er verabscheue die Art, wie Richter, Anwälte oder Staatsanwälte Urteile bildeten. Gleichwohl bildet er sich „nach Aktenlage“ ein Urteil über die inhaftierte Hanna, die er nicht besucht, und zwar indem er Literatur über den Analphabetismus liest. Er kommt zu der Ansicht, sie sei ein „unmündiger“ Mensch. Dieses Urteil revidiert der 52-Jährige später nicht, auch nicht nachdem der Leser erfahren hat, dass Hanna gelernt habe, sich Autoritäten zu widersetzen, und sogar an einem Sitzstreik mitgemacht habe.
- Die Aussagen diverser Frauen lässt der Erzähler kommentarlos im Raum stehen, obwohl sie seinen Reflexionen zum Teil erheblich widersprechen. So zitiert er z. B. die Aussage der jüngeren amerikanischen Jüdin im Prozess gegen Hanna, sie habe angenommen, Hanna unterhalte zu den Vorleserinnen lesbische Beziehungen („und wir dachten, daß sie mit ihnen...“ – gleiche Andeutungstechnik wie im Gespräch mit Michael in New York –) sowie das anschließende Dementi („Aber so war es gar nicht“). Später traut er sich aber nicht recht, denselben Verdacht explizit auszusprechen: Indem er sich fragt: „Und wer war ich für sie gewesen? Der kleine Vorleser, den sie benutzt hatte, der kleine Beischläfer, mit dem sie ihren Spaß gehabt hatte? Hätte sie mich auch ins Gas geschickt, wenn sie mich nicht hätte verlassen können, aber loswerden wollen?“, zeigt er, dass er eine Parallele zwischen sich und den Vorleserinnen sieht, und zwar in dem Dreierschritt „Vorlesen lassen – sexuellen Spaß haben – in den Tod schicken“.

## Rezeption
Der Vorleser ist in den Lehrplänen der Sekundarstufe I sowie der Sekundarstufe II verschiedener deutscher Bundesländer (z. B. Niedersachsen, Sachsen, Thüringen, Rheinland-Pfalz, Berlin, Brandenburg, Hessen, Nordrhein-Westfalen) verankert. Der „Dachverband Lehrerinnen und Lehrer Schweiz“ macht darauf aufmerksam, dass bei der Behandlung des Romans im Unterricht unbedingt die Tatsache angesprochen werden müsse, dass das Verhalten des Paares im ersten Teil nach Schweizer Recht ungesetzlich sei.
In der wissenschaftlichen Kritik steht insbesondere die im Roman aufgeworfene komplexe Schuldproblematik im Fokus der Analyse. Mit Bezug auf den Essay Die Gegenwart der Vergangenheit, in dem Schlink das Fortdauern der nationalsozialistischen Epoche und ihren immensen Einfluss auf das Bewusstsein seiner Generation behauptet, begreift die Literaturwissenschaftlerin Michaela Kopp-Marx den Vorleser als literarische Auseinandersetzung mit der umstrittenen Kollektivschuld-These: „Der Roman veranschaulicht das Phänomen der Vergangenheitsschuld, indem er es aus seiner abstrakt historischen Dimension löst und ins persönliche Erleben eines fiktiven Nachgeborenen transferiert, der sich in eine SS-Frau verliebt. Liebe und Verrat auf der individuellen Ebene der Beziehung verschränken sich untrennbar mit Verbrechen und Schuld auf der kollektiven Ebene deutscher Geschichte – dieses gleichsam kumulative Verfahren der Konfliktpotenzierung birgt nicht nur ästhetische Risiken, es wirft auch mehr Fragen auf, als der Roman zu beantworten in der Lage ist.“ Nora Bierich bemängelt anlässlich der Verfilmung, dass Schlink mit dem Roman keine Auseinandersetzung mit der NS-Geschichte, sondern deren Revision betreibe, indem er Täterschaft klein redet und durch Analphabetismus und Zufälle erklärt, was in keinem Verhältnis zu den wirklichen Tätern und Täterinnen stehe.
In den letzten Jahren ist die Problematik des sexuellen Missbrauchs stärker in den Vordergrund von Interpretationen des Romans gerückt. So schreibt die Psychologin Sabine Lellek: „Jugendliche beiderlei Geschlechts verlieben sich auch in Erwachsene und stimmen einem sexuellen Kontakt aus diesem Gefühl heraus zu. Dennoch sind sie von der Sexualität eines Erwachsenen oft überfordert und werden von Gefühlen, die nicht ihrer sexuellen Reife entsprechen, überflutet mit negativen Folgen für ihre weitere Entwicklung. Auch dies kann eine Form von Missbrauch sein. Eindrücklich wird dies von Bernhard Schlink in dem Roman Der Vorleser beschrieben.“ Konstanze Hanitzsch bezweifelt, dass Michael dem Leser als Opfer erscheinen solle: Die überlebende jüngere Jüdin nehme „Michael mit ‚ins Boot der Opfer’, obwohl doch gerade der Sex mit Hanna zur positiven Basis des Textes gehört: ohne ihn und die Liebe und Leidenschaft wäre die Abarbeitung Michaels an Hanna nicht zu verstehen, leidet er doch gerade daran, die damalige Hanna und die SS-Aufseherin Hanna nicht miteinander in Einklang bringen zu können.“

### Kritiken
Ein Großteil der literarischen Kritik äußerte sich lobend zum Vorleser. Hervorgehoben wurden vor allem Schlinks präziser Stil, direkte Erzählweise und die außergewöhnliche Art und Weise der Vergangenheitsbewältigung.
Rainer Moritz (Die Welt, 15. Oktober 1999) betonte, der Roman führe „den künstlichen Gegensatz zwischen Privatheit und Politik ad absurdum“. Werner Fuld (Focus, 30. September 1995) bemerkte, man müsse „große Themen nicht breit auswalzen, wenn man wirklich erzählen kann“.
Von anderer Seite wurde Schlink für seine Methode der Beschreibung der NS-Verbrechen stark kritisiert und in Zusammenhang mit Geschichtsrevisionismus und Geschichtsfälschung gestellt. Jeremy Adler hob in der Süddeutschen Zeitung hervor, Schlink betreibe „Kulturpornographie“, indem in seinem Buch die „entscheidenden Motive von Schuld und Verantwortung sowie die Frage nach dem Verhältnis von persönlicher und staatlicher Macht“ an Bedeutung verlören. Schlink „vereinfache“ die Geschichte und zwinge zu einer Identifikation mit eigentlich schuldigen Tätern der NS-Zeit.
In einem Interview mit der Frankfurter Allgemeinen Zeitung verwahrt sich Bernhard Schlink gegen die folgenden „Fehldeutungen“: Er meine nicht, dass
- Hanna Schmitz unschuldig sei, weil sie Analphabetin sei;
- man auch moralisch sei, wenn man nur gebildet sei;
- Hanna Schmitz ihre Schuld begriffen habe und geläutert sei, indem sie zu lesen gelernt habe;
- der Roman ein Schlüsselroman über sexuellen Missbrauch sei; diese Auffassung verkürze „die Wirklichkeit der Liebe schmählich“.[11]

Auf die letztgenannte These entgegnete 2009 Jan Schulz-Ojala: „Nein, das Zusammentreffen zwischen einer, die sich vor der Welt verschlossen hat, und einem, den sie benutzt und zur Belohnung an ihren Körper heranlässt, kann keine Liebesgeschichte sein.“

### Erfolg im Ausland
Schlinks Der Vorleser ist einer der wenigen Bestseller deutscher Autoren auf dem amerikanischen Buchmarkt. Der Vorleser wurde in über 50 Sprachen übersetzt und erreichte Platz 1 der Bestsellerliste der New York Times. Vor allem die Ankündigung von Oprah Winfrey, der Vorleser (The Reader) werde in ihrem Book Club besprochen, sorgte für eine Million verkaufter Taschenbuch-Exemplare in den USA.

### Preise
- Prix Laure Bataillon (bestdotierter Preis für übersetzte Literatur) (1997)
- Hans-Fallada-Preis (1998)
- WELT-Literaturpreis der Tageszeitung Die Welt (1999)
- Nominierung für den International IMPAC Dublin Literary Award 1999
- Evangelischer Buchpreis 2000
- Eeva-Joenpelto-Preis, Finnland 2001
- Platz 14 auf der Liste der ZDF-Lieblingsbücher 2004

## Verfilmung
Hauptartikel: Der Vorleser
In den Jahren 2007 und 2008 wurde eine englischsprachige Verfilmung (The Reader) von Schlinks erfolgreichem Roman umgesetzt. Die Regie übernahm der britische Theater- und Filmregisseur Stephen Daldry, während sein Landsmann David Hare die Romanvorlage für die Kinoleinwand adaptierte. Beide hatten bereits an der Oscar-prämierten Romanverfilmung The Hours – Von Ewigkeit zu Ewigkeit (2002) zusammengearbeitet. Für seine Vorbereitung besuchte Daldry Anfang Juli 2007 Berlin und nahm an einem Mordprozess am dortigen Kriminalgericht teil. Ab 19. September 2007 fanden in Berlin und Görlitz die ersten Dreharbeiten statt. Für die Hauptrollen waren die australische Schauspielerin Nicole Kidman, die schon 2002 gemeinsam mit Daldry und Hare an The Hours zusammengearbeitet und für die Rolle der Virginia Woolf den Oscar erhalten hatte, und der deutsche Jungschauspieler David Kross (Knallhart) ausgewählt worden. Kidman gab im Januar 2008 bekannt, dass sie wegen ihrer Schwangerschaft für die Dreharbeiten nicht zur Verfügung stehe. Als Ersatz konnte die britische Schauspielerin Kate Winslet gewonnen werden. Von Anfang bis Mitte Juli 2008 wurden die letzten Aufnahmen in Köln und Görlitz gedreht. Für ihre Rolle in der Verfilmung erhielt Winslet 2009 einen Golden Globe und den Oscar in der Kategorie „Beste Hauptdarstellerin“.
Ergänzt wurde das Schauspielensemble durch Volker Bruch, Vijessna Ferkic, Karoline Herfurth, Bruno Ganz, Susanne Lothar, Matthias Habich, Burghart Klaußner, Hannah Herzsprung, Moritz Grove, Alexandra Maria Lara und Ralph Fiennes. Für die Produktion zeichneten die beiden mittlerweile verstorbenen Oscar-Preisträger Anthony Minghella und Sydney Pollack sowie die Produzenten von The Hours – Von Ewigkeit zu Ewigkeit Scott Rudin und Robert Fox verantwortlich. Die Weltpremiere fand am 3. Dezember 2008 im New Yorker Kino Ziegfeld Theatre in Manhattan statt. Der deutsche Kinostart war am 26. Februar 2009.

## Sonstiges
2009 schenkte Schlink seine literarischen Manuskripte und Korrespondenzen dem Deutschen Literaturarchiv Marbach. Das Manuskript zu Der Vorleser ist im Literaturmuseum der Moderne in Marbach in der Dauerausstellung zu sehen.

### Primärliteratur
- Bernhard Schlink: Der Vorleser. Diogenes, Zürich 1995 (Erstausgabe), ISBN 3-257-06065-3.
  - erstmals als Hörbuch 1996 im Litraton-Hörbuchverlag Hamburg, ungekürzte Lesung von Gert Westphal, 5 CDs, 303 Minuten, ISBN 3-89469-922-1.
  - als Diogenes Taschenbuch: Diogenes, Zürich 1997: ISBN 978-3-257-22953-0 (= detebe 22953).
  - als Diogenes Hörbuch: Ungekürzte Lesung, gelesen von Hans Korte, 4 CDs, 297 Minuten, Diogenes, Zürich 2005, ISBN 978-3-257-80004-3.

### Sekundärliteratur
- Norbert Berger: Bernhard Schlink. Der Vorleser. Zeitgenössische Romane im Unterricht. Unterrichtshilfe mit Kopiervorlagen, mit Materialien zum Film (9. bis 13. Klasse). Auer, Donauwörth 2011, ISBN 978-3-403-06221-9.
- Hanns-Peter Reisner: Bernhard Schlink, Der Vorleser. Klett Lerntraining Lektürenhilfen, Stuttgart 2011, ISBN 978-3-12-923070-1.
- Sascha Feuchert, Lars Hofmann: Lektüreschlüssel – Bernhard Schlink: Der Vorleser. Reclam, Stuttgart 2005, ISBN 978-3-15-015359-8.
- Manfred Heigenmoser: Erläuterungen und Dokumente zu Bernhard Schlink: „Der Vorleser“. Reclam, Stuttgart 2005, ISBN 978-3-15-016050-3 (= Reclam Universalbibliothek 16050).
- Juliane Köster: Bernhard Schlink, Der Vorleser. Interpretation. Oldenbourg, München 2000, ISBN 978-3-637-88745-9.
- Ekkehart Mittelberg: Bernhard Schlink, Der Vorleser. Unterrichtsmodell mit Kopiervorlagen. Cornelsen, Berlin 2004, ISBN 978-3-464-61634-5.
- Miriam Moschytz-Ledgley: Trauma, Scham und Selbstmitleid – Vererbtes Trauma in Bernhard Schlinks Roman „Der Vorleser“. Tectum, Marburg 2009, ISBN 978-3-8288-9959-9.
- Micha Ostermann: Aporien des Erinnerns. Bernhard Schlinks Roman Der Vorleser. Dolega, Bochum 2004, ISBN 978-3-937376-03-5.
- Bernhard Schlink, Bettina Greese, Sonja Pohsin, Almut Peren-Eckert: EinFach Deutsch Unterrichtsmodelle: Bernhard Schlink: Der Vorleser – Neubearbeitung: Mit Materialien zum Film. Gymnasiale Oberstufe. Schöningh, Paderborn 2010, ISBN 978-3-14-022490-1.
- Cerstin Urban: Bernhard Schlink: Der Vorleser. Kommentare, Diskussionsaspekte und Anregungen für produktionsorientiertes Lesen, Beyer, Hollfeld, 2011, ISBN 978-3-88805-521-8.
- Michaela Kopp-Marx: Netze der Schuld: Bernhard Schlinks Roman „Der Vorleser“, in: Yvonne Nilges (Hrsg.): Dichterjuristen. Studien zur Poesie des Rechts vom 16. bis 21. Jh. Würzburg 2014, S. 237–252. ISBN 978-3-8260-5550-8.
- Leopoldo Domínguez: Verfilmung von Erinnerungsliteratur. Zur Darstellung der Figur Hanna Schmitz aus Bernhard Schlinks „Der Vorleser“. In: Manuel Almagro-Jiménez, Eva Parra-Membrives (Hrsg.): From Page to Screen. Modification and Misrepresentation of Female Characters in Audiovisual Media / Vom Buch zum Film. Veränderung und Verfälschung weiblicher Figuren in den audiovisuellen Medien (= Popular Fiction Studies. Band 6). Narr Francke Attempto Verlag, Tübingen 2020, ISBN 978-3-8233-8367-3, S. 237–257.